# Cicladele Mici

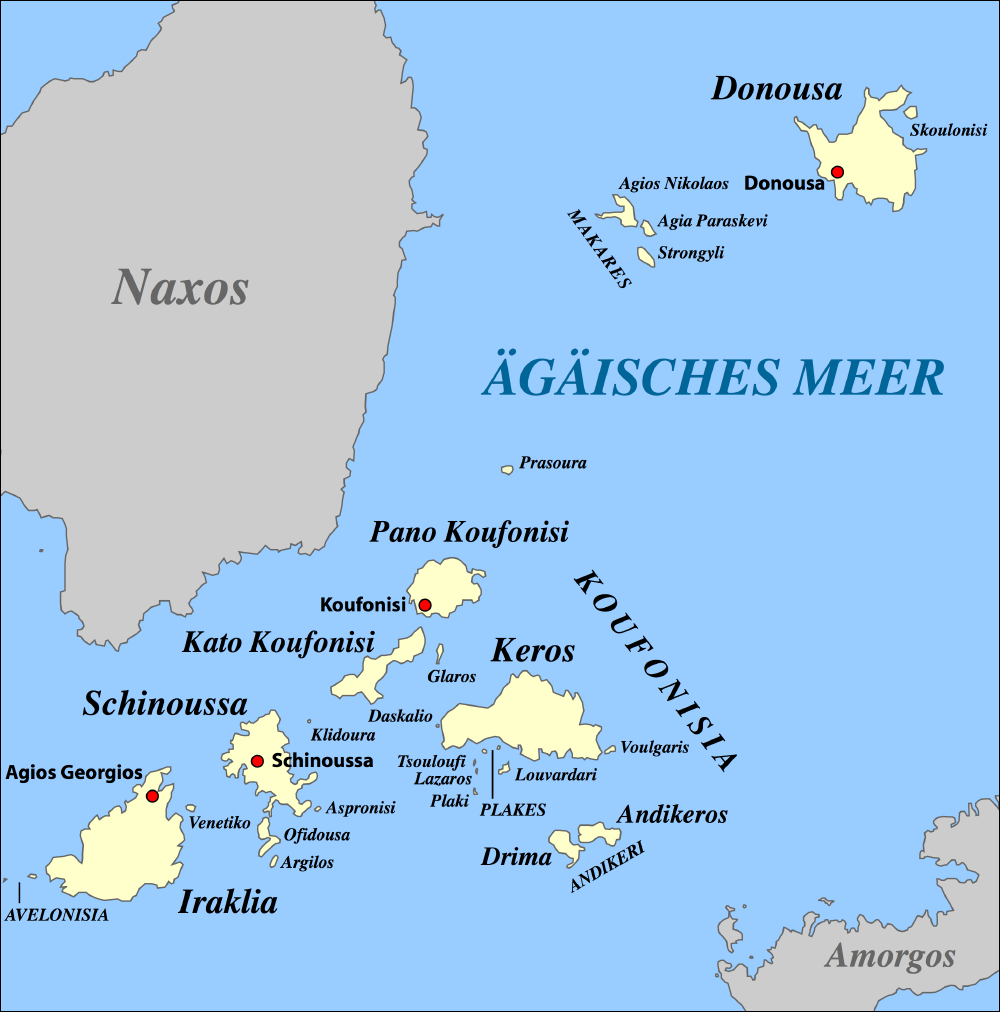
Harta Cicladelor Mici

Cicladele Mici (în  Μικρές Κυκλάδες) sunt un complex de insule în Marea Egee, în interiorul arhipelagului Ciclade. Sunt situate la sud-est de Naxos și cuprind 32 de insule și stânci. Insulele principale sunt Ano Koufonisi, Kato Koufonisi, Irakleia, Schoinoussa, Donoussa și Keros. Cea mai mare dintre ele este Irakleia, cu o suprafață de 18 km², iar cea mai populată este Ano Koufonisi, cu o populație de 399 de locuitori, conform recensământului din 2011. Doar patru dintre ele sunt locuite: Ano Koufonisi, Irakleia, Donousa și Schoinoussa. Insula Kato Antikeri are, de asemenea, doi locuitori. Din punct de vedere administrativ, insulele aparțin municipalității Naxos și Cicladele Mici, cu excepția insulelor Ano și Kato Antikeri, care aparțin municipalității Amorgos.

## Istorie
În timpul ultimei ere glaciare, majoritatea insulelor Ciclade au fost unite într-o masă terestră mare. După ce nivelul mării a crescut în jurul anului 9.000 î.Hr., Marea Egee a inundat masa terestră formând numeroasele insule mici: atunci arhipelagul a dobândit forma sa modernă.
Cicladele Mici au fost locuite încă din epoca de piatră. Insulele au prosperat în timpul epocii timpurii a bronzului, când a apărut cultura cicladică. Insula Keros a fost unul dintre principalele situri ale culturii cicladice și și-a dat numele perioadei cicladice timpurii II a culturii cicladice, cunoscută sub numele de cultura Keros-Syros. Insulele au continuat să fie populate și după aceea. Pe insule, în special pe Schoinoussa și Irakleia, se pot găsi ruine din antichitatea clasică și din perioada romană. Insulele au suferit din cauza pirateriei atât în epoca medievală, cât și în timpurile moderne, ceea ce a dus la depopularea și recolonizarea succesivă a insulelor de către păstori din Amorgos. Începând cu secolul al XI-lea, majoritatea insulelor din Cicladele Mici au fost date ca proprietate Mănăstirii Hozoviotissa din Amorgos. Mănăstirea deține și astăzi suprafețe mari pe insule ca proprietate. Astăzi, insulele au fost dezvoltate ca o destinație turistică populară.

## Insulele principale
| Insulă         | Suprafața (km²) | Populație (2011) |
| -------------- | --------------- | ---------------- |
| Irakleia       | 18.1            | 141              |
| Keros          | 15.0            | 0                |
| Donousa        | 13.7            | 167              |
| Schoinoussa    | 8.1             | 256              |
| Ano Koufonisi  | 5.8             | 399              |
| Kato Koufonisi | 3.9             | 0                |
| Ano Antikeri   | 1.1             | 0                |
| Kato Antikeri  | 1.1             | 2                |